# Валя-Ратей
Валя-Ратей (рум. Valea Ratei) — село у повіті Бузеу в Румунії. Входить до складу комуни Мурджешть.
Село розташоване на відстані 125 км на північний схід від Бухареста, 30 км на північ від Бузеу, 88 км на захід від Галаца, 103 км на схід від Брашова.

## Населення
За даними перепису населення 2002 року у селі проживали 82 особи, усі — румуни. Усі жителі села рідною мовою назвали румунську.